# Novobisium tenue
Novobisium tenue är en spindeldjursart som först beskrevs av Chamberlin 1930.  Novobisium tenue ingår i släktet Novobisium och familjen helplåtklokrypare. Inga underarter finns listade i Catalogue of Life.